# Регионы Швеции

Регионы Швеции

Регионы Швеции — три традиционные части, по существу три группы провинций, Швеции. Регионы не имеют ныне какого-либо административного значения, однако сохраняют культурную и историческую значимость. Чаще всего их называют «landsdelar», что просто означает «часть страны».

## Регионы
- Гёталанд — южный регион, «земля гётов», наиболее заселённый регион, состоящий из 10 провинций.
- Свеаланд — центральный регион, «земля свеев». Самый маленький регион, состоит из 6 провинций.
- Норрланд — северный регион, занимающий 60 % территории Швеции. Состоит из 9 провинций.

| Регион   | Население (2005) | Площадь (км²) | Число провинций | Провинции                                                                                                   |
| -------- | ---------------- | ------------- | --------------- | --- |
| Гёталанд | 4 351 658        | 97 841        | 10              | Сконе, Блекинге, Халланд, Смоланд, Эланд, Готланд, Эстергётланд, Вестергётланд, Дальсланд и Бохуслен        |
| Свеаланд | 3 539 944        | 91 098        | 6               | Сёдерманланд, Уппланд, Вестманланд, Нерке, Вермланд и Даларна                                               |
| Норрланд | 1 156 150        | 261 292       | 9               | Естрикланд, Хельсингланд, Херьедален, Емтланд, Медельпад, Онгерманланд, Вестерботтен, Норрботтен и Лаппланд |

## Исторические регионы

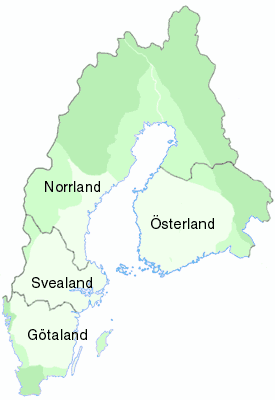
Исторические регионы Швеции

Швеция исторически была разделена на 4 региона: Гёталанд, Свеаланд, Норрланд, Эстерланд.
- Эстерланд — это старое название южной Финляндии. В доисторические времена регион был заселён различными племенами (такими, как, например, квены) со своими царями . Термин стал устаревшим уже с XV века и практически неизвестен в Швеции сегодня. В большинстве словарей «österlandet» означает просто восток.
- Норрланд — это название земель к северу по обе стороны от Ботнического залива.
- В доисторические времена Швеция была в значительной степени ограничена территориями Свеаланда и южной частью Норрланда, в то время Гёталанд упоминается в легендах как царство-соперник, с которым постоянно велись шведско-гёттские войны (англ. Swedish-Geatish wars), упоминаемые в англосаксонской эпической саге о Беовульфе. В конце концов обе страны были объединены под одной короной на некоторое время между 550—1200 (точная дата является предметом дискуссий).